# Marquesado de Frómista

Escudo del municipio de Frómista y del linaje de los Benavides.

El marquesado de Frómista es un título nobiliario español creado por el rey Felipe II de España el 20 de abril de 1559 a favor de Jerónimo de Benavides y Bazán, señor de Frómista, mariscal de Castilla. Era hijo de Luis de Benavides, señor de Frómista, y de su esposa Aldonza de Bazán.

## Denominación
Su denominación hace referencia al municipio de Frómista perteneciente a la provincia de Palencia y la comarca de Tierra de Campos, en la Comunidad Autónoma de Castilla y León.

## Marqueses de Frómista
|                                 | Titular                                                            | Periodo                |
| Creación por Felipe II          | Creación por Felipe II                                             | Creación por Felipe II |
| ------------------------------- | ------------------------------------------------------------------ | ---------------------- |
| I                               | Jerónimo de Benavides y Bazán                                      | 1559-                  |
| II                              | Luis de Benavides y Zúñiga                                         |                        |
| III                             | Jerónimo de Benavides y Cortés                                     |                        |
| IV                              | Luis Francisco de Benavides y Cortés                               |                        |
| V                               | Luis Francisco de Benavides y Carrillo de Toledo                   | -1668                  |
| VI                              | Ana Antonia de Benavides Carrillo de Toledo y Ponce de León        | 1668-1707              |
| VII                             | José María Téllez-Girón y Benavides                                | 1716-1733              |
| VIII                            | María Luisa Téllez-Girón y Fernández de Velasco Tovar y Guzmán     | 1733-1759              |
| IX                              | Andrés Manuel Alonso Pacheco Téllez-Girón y Fernández de Velasco   | 1759-1780              |
| X                               | Diego Fernández de Velasco                                         | 1780-1811              |
| XI                              | Bernardino Fernández de Velasco Enríquez de Guzmán y López Pacheco | 1811-1851              |
| XII                             | José María Bernardino Silverio Fernández de Velasco y Jaspe        | 1851-1888              |
| Rehabilitación por Alfonso XIII |                                                                    |                        |
| XIII                            | Francisco Sánchez-Pleytes e Hidalgo de Quintana                    | 1911-1914              |
| XIV                             | María Carlota Sánchez-Pleytes y Jiménez                            | 1914-1967              |
| XV                              | Ángela María Téllez-Girón y Duque de Estrada                       | 1968-2000              |
| XVI                             | María de la Gracia de Solís-Beaumont y Téllez-Girón                | 2000-2009              |
| XVII                            | Francisco José Cabello y Sánchez-Pleytes                           | 2009-2009              |
| XVIII                           | Francisco José Cabello y Suárez-Guanes                             | 2009-actual titular    |

## Historia de los marqueses de Frómista
- Jerónimo de Benavides y Bazán, VI señor y I marqués de Frómista,[2] señor de San Muñoz, de Valdematilla y mariscal de Castilla.[2][1]

Casó con Ana María de Zúñiga y Bazán, hija de Francisco de Zúñiga y Avellaneda, IV conde de Miranda de Castañar, y de María de Bazán. Le sucedió su hijo:
- Luis de Benavides y Zúñiga, II marqués de Frómista.[3]

Casó en primeras nupcias con Ángela Juana Carrillo de Mendoza y Cortés, hija de Pedro Carrillo de Mendoza, IX conde de Priego, y de su segunda esposa, Juana Cortés y Ramírez de Arellano—hija de Martín Cortés y Ramírez de Arellano, II marqués del Valle de Oaxaca, y de Ana Ramírez de Arellano y Arellano—, que habían casado en Madrid el 26 de noviembre de 1592. En segundas nupcias, contrajo matrimonio con Ángela Ana Cortés de Monroy. Le sucedió, del primer matrimonio, su hijo:
- Jerónimo de Benavides y Cortés, III marqués de Frómista.[2]

Fallecido sin descendencia, le sucedió su hermano:
- Luis Francisco de Benavides y Mendoza de Cortés, IV marqués de Frómista y caballero de la Orden de Calatrava en 1601.[3]

Se casó en 1606 con Ana Carrillo de Toledo, II marquesa de Caracena y II condesa de Pinto. Le sucedió su hijo:
- Luis Francisco de Benavides y Carrillo de Toledo (Valencia, baut. el 20 de enero de 1608-Madrid, 6 de enero de 1668), V marqués de Frómista, III marqués de Caracena, III conde de Pinto, señor de Ines, de San Muñoz,  Matilla y Valdematilla, caballero y XIII de la Orden de Santiago, gentilhombre del rey Felipe IV.[5]

Contrajo matrimonio en 1652 con Catalina Ponce de León y Fernández de Córdoba, hija de Rodrigo Ponce de León y Álvarez de Toledo, VI marqués de Zahara, IV conde de Casares, V conde de Bailén, etc., y de su esposa Ana Francisca de Córdoba y Aragón.  Después de enviudar, Catalina se volvió a casar, siendo la segunda esposa, de Pedro de Portocarrero, VIII conde de Medellín. Le sucedió su hija:
- Ana Antonia de Benavides Carrillo de Toledo y Ponce de León (Milán, 14 de abril de 1653-Madrid, 4 de diciembre de 1707), VI marquesa de Frómista, IV marquesa de Caracena, IV condesa de Pinto, señora de San Muñoz y de Valdematilla.[5]

Contrajo matrimonio en la parroquia de san Andrés en Madrid, el 26 de junio de 1672 con Gaspar Téllez-Girón y Sandoval V duque de Osuna, V marqués de Peñafiel, IX conde de Ureña. Le sucedió su hijo:
- José María Téllez-Girón y Benavides (Madrid, 25 de mayo de 1685-18 de marzo de 1733), VII marqués de Frómista,[7] VII duque de Osuna,[8] V marqués de Caracena, VI conde de Pinto.

Se casó en Madrid el 21 de septiembre de 1791 con Francisca Bibiana Pérez de Gúzman el Bueno y Silva. Le sucedió su sobrina, hija de su hermano Francisco María de Paula Téllez-Girón y Benavides y de su esposa María del Pilar Remigia Fernández de Velasco y Benavides, X marquesa de Berlanga.
- María Luisa Téllez-Girón y Fernández de Velasco Tovar y Guzmán (13 de diciembre de 1698-1759), VIII marquesa de Frómista, XI marquesa de Berlanga, VI marquesa de Caracena y VI condesa de Pinto en 1734.[7]

El 17 de julio de 1727 se casó en Madrid con su sobrino Francisco Javier Pacheco Téllez-Girón (1704-1750), VI duque de Uceda, VI marqués de Belmonte, III marqués de Menas Albas, V conde de la Puebla de Montalbán. Le sucedió su hijo:
- Andrés Manuel Alonso Pacheco Téllez-Girón y Fernández de Velasco (Puebla de Montalbán, 8 de noviembre de 1728-Madrid, 10 de julio de 1789), IX marqués de Frómista, VII duque de Uceda, XII marqués de Berlanga, VII marqués de Caracena, VII marqués de Belmonte, VI conde de la Puebla de Montalbán, IV marqués de Menas Albas, caballero de la Orden del Toisón de Oro y de la Orden de Carlos III.[9]

Se casó en la iglesia de San Ginés en Madrid el 15 de septiembre de 1748 con su prima María de la Portería Fernández de Velasco Tovar y Pacheco (3 de noviembre de 1735-23 de mayo de 1796), VIII condesa de Peñaranda de Bracamonte,  XVIII condesa de Luna, V vizcondesa de Sauquillo, VI marquesa del Fresno, hija de Bernardino Fernández de Velasco y Pimentel, XV conde de Haro, VII conde de Peñaranda de Bracamonte, XI duque de Frías, etc. Le sucedió su hijo:
- Diego Fernández de Velasco (Madrid, 8 de noviembre de 1754-París, 11 de febrero de 1811), X marqués de Frómista,[11] XIII duque de Frías,[12] XIII duque de Escalona, VIII duque de Uceda, XIII marqués de Berlanga, XIII marqués de Villena,  XI marqués de Frechilla y Villarramiel, X marqués de Jarandilla, X marqués del Villar de Grajanejos, VIII marqués de Caracena, VIII marqués de Belmonte, VII marqués del Fresno, VII marqués de Toral, VI marqués de Cilleruelo, V marqués de Menas Albas, XVIII conde de Alba de Liste, XVIII conde de Luna, XVII conde de Castilnovo, XVI conde de Fuensalida, XV conde de Haro, XV conde de Oropesa, XIV conde de Alcaudete, XIV conde de Deleytosa, X conde de Peñaranda de Bracamonte, IX conde de Colmenar de Oreja, VIII conde de Pinto, VII conde de la Puebla de Montalbán, XII conde de Salazar de Velasco.

Se casó en Madrid el 17 de julio de 1780 con Francisca de Paula de Benavides y Fernández de Córdoba, hija de Antonio de Benavides y de la Cueva, II duque de Santisteban del Puerto etc. Le sucedió su hijo:
- Bernardino Fernández de Velasco Pacheco y Téllez-Girón(20 de junio de 1783-28 de mayo de 1851), XI marqués de Frómista,[11] XIV duque de Frías, XIV duque de Escalona, IX duque de Uceda, XIV marqués de Villena, XIV marqués de Berlanga, XIV marqués de Jarandilla, XII marqués de Frechilla y Villarramiel, XI marqués del Villar de Grajanejos,  IX marqués de Belmonte, IX marqués de Caracena, VIII marqués del Fresno, VI marqués de Menas Albas, VIII marqués de Toral, VII marqués de Cilleruelo, XIX conde de Alba de Liste, XIX conde de Luna, XIX conde de Deleytosa, XVIII conde de Castilnovo, XVII conde de Fuensalida, XVI conde de Haro, XVI conde de Oropesa, XV conde de Alcaudete, XI conde de Peñaranda de Bracamonte, X conde de Colmenar, IX conde de Pinto, VIII conde de la Puebla de Montalbán, conde de Salazar de Velasco, conde de Villaflor.

Casó en primeras nupcias con María Ana Teresa de Silva Bazán y Waldstein, hija de  José Joaquín de Silva Bazán y Sarmiento, IX marqués de Santa Cruz, X marqués del Viso, VII y último marqués de Bayona, VI marqués de Arcicóllar, conde de Montauto, y conde de Pie de Concha, sin descendientes de este matrimonio, casó en segundas nupcias con María de la Piedad Roca de Togores y Valcárcel, hija de Juan Nepomuceno Roca de Togores y Scorcia, I conde de Pinohermoso, XIII barón de Riudoms, y casó en terceras nupcias (en matrimonio desigual, post festam, legitimando la unión de hecho), con Ana Jaspe y Macías. Tuvo un hijo ilegítimo con Ana Jaspe y Macías llamado José María Bernardino Silverio, que después reconocería tras contraer matrimonio con su madre y que fue legitimado por real carta de 1838 que le sucedió en varios de su títulos:
- José María Bernardino Silverio Fernández de Velasco y Jaspe (París, 20 de junio de 1836-20 de mayo de 1888), XII marqués de Frómista,[13] XV duque de Frías,[12] XX conde de Haro, XVII conde de Fuensalida, XVII conde de Oropesa, IX marqués del Fresno, X marqués de Caracena, XII marqués de Frechilla y Villarramiel, XI marqués de Toral, XV marqués de Berlanga, etc.[13]  Fue senador y gobernador de Madrid.[12] Las casas de Toral, el Fresno y Frómista quedaron vacantes a su muerte.[14]

Se casó en primeras nupcias en París en 1864 con Victoria Balfe, cantante de ópera, con quien tuvo por hijos a Bernardino, Guillermo y Mencía, y casó en segundas nupcias en 1880 con María del Carmen Pignatelli de Aragón y Padilla. Le sucedió:

## Rehabilitación en 1911
- Francisco Sánchez-Pleytes e Hidalgo de Quintana (Estepa, bautizado el 21 de junio de 1862-Madrid, 23 de julio de 1914), XIII marqués de Frómista (sin ascendencia directa de ningún marqués de Frómista previo), VI marqués de los Soidos grande de España de primera clase[15] (sin ascendencia directa de ningún marqués de los Soidos grande de España de primera clase previo), rico en Andalucía y senador del Reino.[a]

Casó con María de los Dolores de Villaverde y de los Hoyos (? - 13 de junio de 1892) y con Josefa Jiménez y Jiménez. Le sucedió su hija del segundo matrimonio:
- María Carlota Sánchez-Pleytes y Jiménez (Madrid, 27 de diciembre de 1896-8 de mayo de 1967), XIV marquesa de Frómista, VII marquesa de los Soidos grande de España de primera clase[15].

Casó con Pedro Cabello y Maíz (m. Madrid, 13 de enero de 1973). Le sucedió:
- Ángela María Téllez-Girón y Duque de Estrada, XV marquesa de Frómista,  XX duquesa de Medina de Rioseco, XIX duquesa de Gandía, XIX duquesa de Escalona, XVII condesa-duquesa de Benavente, XVI duquesa de Arcos, XVI duquesa de Osuna, XIV duquesa de Uceda, XIX marquesa de Villena, XIX marquesa de Lombay, XVIII marquesa de Berlanga, XVIII marquesa de Frechilla y Villarramiel, XIV marquesa de Belmonte, XII marquesa de Jabalquinto, XII marquesa de Toral, XX condesa de Oropesa, XX condesa de Ureña, XX condesa de Fuensalida, XIX condesa de Alcaudete, XVII condesa de Peñaranda de Bracamonte, XV condesa de Pinto, XIII condesa de la Puebla de Montalbán, condesa de Salazar de Velasco.

Se casó en primeras nupcias con Pedro de Solís-Beaumont y Lasso de la Vega, con descendencia, y casó en segundas nupcias con José María Latorre y Montalvo, VI marqués de Montemuzo y VIII marqués de Alcántara del Cuervo. Le sucedió su hija:
- María de la Gracia de Solís-Beaumont y Téllez-Girón, XVI marquesa de Frómista y XIX duquesa de Plasencia.

Se casó con el príncipe Carlo Emanuele Maria Ruspoli, III duque de Morignano. Le sucedió el hijo de la XIV marquesa de Frómista:
- Francisco José Cabello y Sánchez-Pleytes (Málaga, 13 de noviembre de 1921-4 de noviembre de 2010),[16] XVII marqués de Frómista, VIII marqués de los Soidos en 1977, grande de España de primera clase después grande de España, hijo de la XIV marquesa de Frómista.[15]

Casó con María del Carmen Suárez-Guanes y González de la Riva (m. Córdoba, 6 de mayo de 2000). Le sucedió por cesión el 28 de abril de 2009 su hijo:
- Francisco José Cabello y Suárez-Guanes, XVIII marqués de Frómista (por cesión desde 28 de abril de 2009),[17] IX marqués de los Soidos grande de España.[15][18]

Casado con Leonor Gámez Benito.